# Primera División de Venezuela 1973
La temporada 1973 de Primera División fue la décima séptima edición de la máxima categoría del Fútbol Profesional Venezolano

## Equipos participantes
Fue jugada por los nueve equipos de la temporada anterior
| Club                  | Estado           |
| --------------------- | ---------------- |
| Anzoátegui F.C.       | Anzoátegui       |
| Deportivo Galicia     | Distrito Federal |
| Deportivo Italia      | Distrito Federal |
| Deportivo Portugués   | Distrito Federal |
| Estudiantes de Mérida | Mérida           |
| Portuguesa F.C.       | Portuguesa       |
| Tiquire Aragua        | Aragua           |
| U.D. Canarias         | Distrito Federal |
| Valencia F.C.         | Carabobo         |

## Historia
El Portuguesa F.C. conquistó su primera corona. Desde su nacimiento, el 9 de abril de 1972, bajo el mando de su presidente italo-venezolano Don Gaetano Costa y del mánager Isidoro “Pescaito” Rodríguez, el equipo Portuguesa FC (llamado "rojinegro" por sus colores) tuvo una primera década digna de admirar, consiguiendo inicialmente el campeonato del año 1973, bajo la dirección de Walter "Cata" Roque.
El formato del Torneo fue simple de cuatro (4) rondas: al final el campeón se decidió por puntos en una tabla única. El Atlético Aragua FC se retiró del torneo y sus últimos 9 partidos fueron concedidos al rival con un resultado de 1-0.
El Tiquire-Aragua (o sea el original Tiquire Flores Fútbol Club de los italianos Staccioli, que había cambiado nombre en "Atlético Aragua" a finales de 1972) y UD Canarias se fusionaron sucesivamente y formaron el Tiquire-Canarias: jugaron bajo este nombre después de esta temporada.
El segundo lugar fue del Valencia FC, mientras que de tercero llegó el Estudiantes de Mérida. Este torneo vio por primera vez -desde el inicio del fútbol prtofesional venezolano- las primeras cuatro posiciones sin algún equipo de colonia, siendo relegados el Deportivo Galicia y el Deportivo Italia al quinto y sexto lugar.
El máximo goleador fue el uruguayo José Chiazzaro del Estudiantes de Mérida, con 14 goles.

Portuguesa F.C.

Campeón
1.er título

## Tabla Final
| Pos | Equipo                | J  | G  | E  | P  | GF | GC | DG  | Ptos |
| --- | --------------------- | -- | -- | -- | -- | -- | -- | --- | ---- |
| 1   | Portuguesa F.C. (C)   | 32 | 19 | 8  | 5  | 56 | 31 | 25  | 46   |
| 2   | Valencia F.C.         | 32 | 16 | 12 | 4  | 43 | 22 | 21  | 44   |
| 3   | Estudiantes de Mérida | 32 | 17 | 10 | 5  | 47 | 26 | 21  | 44   |
| 4   | Anzoátegui F.C.       | 31 | 14 | 7  | 10 | 32 | 28 | 4   | 35   |
| 5   | Deportivo Galicia     | 32 | 12 | 10 | 10 | 42 | 36 | 6   | 34   |
| 6   | Deportivo Italia      | 32 | 10 | 11 | 11 | 27 | 31 | -4  | 31   |
| 7   | U.D. Canarias         | 32 | 8  | 10 | 14 | 30 | 40 | -10 | 26   |
| 8   | Deportivo Portugués   | 31 | 4  | 10 | 17 | 30 | 55 | -25 | 18   |
| 9   | Atlético Aragua       | 32 | 1  | 4  | 27 | 15 | 53 | -38 | 6    |

|  | Campeón, clasificado para la Copa Libertadores 1972.    |
|  | Subcampeón, clasificado para la Copa Libertadores 1972. |

#### Desempate segundo lugar
Al final el Valencia F.C. y Estudiantes de Mérida quedaron empatados a puntos por lo que jugaron un partido extra para definir el segundo lugar
| 20 de diciembre | Valencia F.C. | 0:0 (4:2 p.) | Estudiantes de Mérida | Polideportivo Misael Delgado, Valencia |  |